# シュウエケ邸

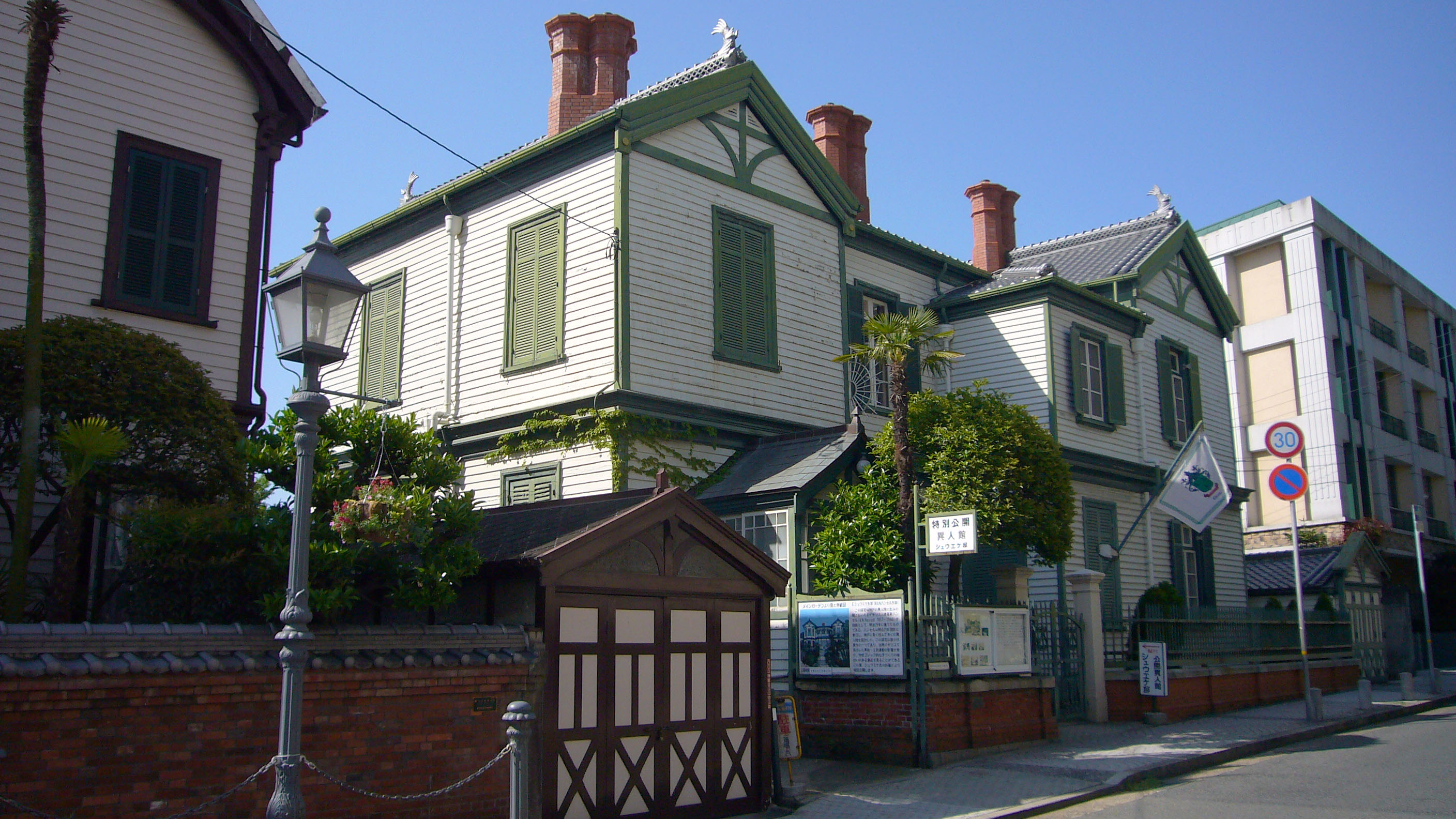
シュウエケ邸

シュウエケ邸（シュウエケてい、Choueke House）は兵庫県神戸市中央区にある異人館。重要伝統的建造物群保存地区「北野町山本通」の伝統的建造物。

## 概要
明治29年（1896年）、建築家A.N.ハンセルの自邸として建設されたゴシックを基調するコロニアルスタイルの西洋館。広い庭園は芝生に石灯籠を配置した和洋折衷で、他にも屋根に鯱がのるといった和の要素が随所に見られる。現在もシュウエケ家の自邸として使用されているが庭園と1階の一部が一般に公開されており、館内は年代物のフランス製家具や大きなシャンデリア、暖炉等クラシカルなインテリアで統一され、壁面には明治時代の浮世絵約200点が飾られている。

## 利用情報
- 開館時間 - 9:00 - 17:00
- 休館日 - 火曜日（祝日の場合はその翌日）

## 建築概要

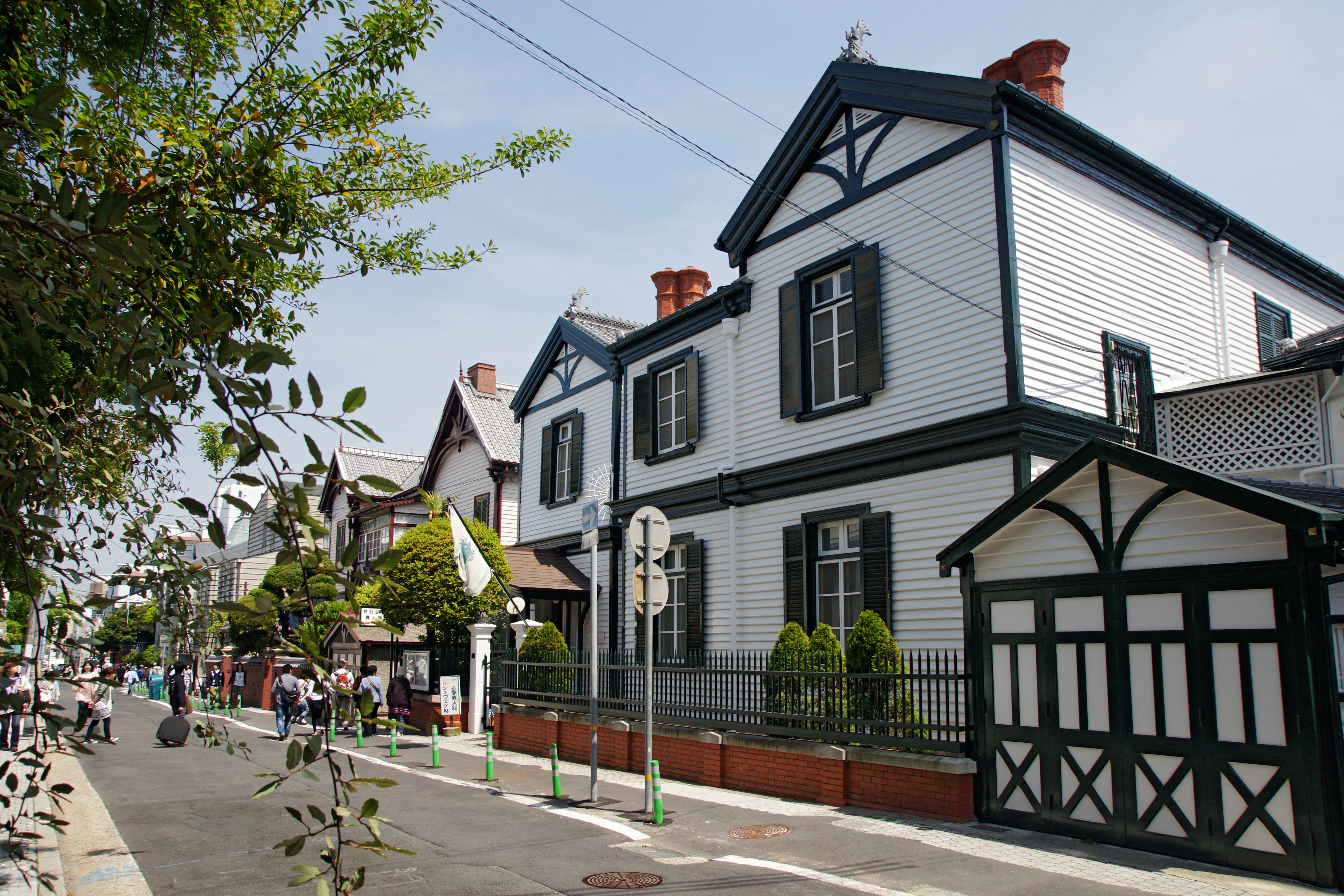
山本通りに面するシュウエケ邸

- 設計 - アレクサンダー・ネルソン・ハンセル
- 竣工 - 明治29年（1896年）
- 構造 - 木造、地上2階
- 所在地 - 〒650-0003 兵庫県神戸市中央区山本通3-5-17

## 交通アクセス
- 山陽新幹線 新神戸駅 徒歩10分
- JR 三ノ宮駅 徒歩15分
- 阪急 神戸三宮駅 徒歩15分
- 阪神 神戸三宮駅 徒歩15分
- 地下鉄山手線 三宮駅 徒歩15分
- 地下鉄海岸線 三宮・花時計前駅 徒歩15分
- ポートライナー 三宮駅 徒歩15分

## 周辺情報
- 旧グラシアニ邸
- 旧キャセリン・アンダーセン邸
- 相楽園
  - 旧ハッサム住宅
  - 旧小寺家厩舎

座標: 北緯34度41分52.48秒 東経135度11分13.92秒 / 北緯34.6979111度 東経135.1872000度